# عبدالله بن علی هاشمی
شاهزاده عبدالله بن علی هاشمی (عربی: عبد الإله بن علی الهاشمی)؛ (۱۴ نوامبر ۱۹۱۳ - ۱۴ ژوئیه ۱۹۵۸) پسرعمو و برادرزن ملک غازی، پادشاه عراق بود و از ۴ آوریل ۱۹۳۹ تا ۲۳ مه ۱۹۵۳، زمانی که فیصل دوم به سن قانونی رسید، نایب‌السلطنه خواهرزاده‌اش، ملک فیصل دوم، بود. عبدالله همچنین از سال ۱۹۴۳ تا ۱۹۵۳ عنوان ولیعهد عراق را داشت.
عبدالله به همراه بقیه اعضای خانواده سلطنتی عراق در انقلاب ۱۴ ژوئیه ۱۹۵۸ که به سلطنت هاشمی در عراق پایان داد، کشته شد. جسد او مثله شد، در خیابان‌های بغداد کشیده شد و در نهایت سوزانده شد.